# Hlavatka (nástroj)
Sekera hlavatka (na Moravě hlavačka) je tradiční sekera s vysokou úzkou čepelí a krátkým ostřím na (obvykle) dlouhém topůrku. Sekera hlavatka je používána tesaři od raného středověku hlavně k otesávání kulatiny na hranoly, takzvanému hrubování. Vzhledem k úzkému ostří snadněji vniká do dřeva než sekera širočina, ale zanechává nahrubo opracovaný povrch, který se potom začišťuje pomocí sekery širočiny. Váží 1,8–3,6 kg.
V současné době je hlavatka často nahrazována motorovými pilami – řetězovými, pásovými či kotoučovými.